# Zhoufang (sockenhuvudort i Kina, Jiangxi Sheng, lat 28,53, long 117,17)
Zhoufang är en sockenhuvudort i Kina. Den ligger i provinsen Jiangxi, i den sydöstra delen av landet, omkring 130 kilometer öster om provinshuvudstaden Nanchang. Antalet invånare är 34 796. Befolkningen består av 16 263 kvinnor och 18 533 män. Barn under 15 år utgör 22,0 %, vuxna 15-64 år 70 %, och äldre över 65 år 7,0 %.
Runt Zhoufang är det ganska tätbefolkat, med 222 invånare per kvadratkilometer. Zhoufang är det största samhället i trakten. I omgivningarna runt Zhoufang växer i huvudsak blandskog.
Genomsnittlig årsnederbörd är 2 741 millimeter. Den regnigaste månaden är juni, med i genomsnitt 480 mm nederbörd, och den torraste är oktober, med 37 mm nederbörd.